# ウニザルガイ
ウニザルガイ（Arcinella cornuta）は、キクザルガイ科に属する二枚貝の一種である。殻は5cm以下でよくふくらみ左右対称。両貝が合わさった前側から見ると月面が顕著でハート型に見えるのでザルガイと似ている。6～8本の放射肋の上に管状の棘がならぶ。肋の間の表面は顆粒状。殻頂方向にねじれ曲がっていて、前側が突き出ている。幼貝は他の貝殻のかけらや岩に固着し、成長した貝は自由になり海底に固着しないが、右殻の前方に固着痕を残す。貝殻の内面はピンク色を帯びる。アメリカ東海岸、ノースカロライナからテキサスにかけて分布する。ブラジルで同じ Arcinella 属の更新世の化石が見つかっている。